# Cleone Rivett-Carnac
Cleone Patricia Rivett-Carnac (ur. 21 kwietnia 1933, zm. 20 stycznia 2003 w Napier) – nowozelandzka lekkoatletka, specjalistka rzutu oszczepem, medalistka igrzysk Imperium Brytyjskiego w 1950.
Zdobyła brązowy medal w rzucie oszczepem na igrzyskach Imperium Brytyjskiego w 1950 w Auckland, przegrywając jedynie z Charlotte MacGibbon z Australii i swą koleżanką z reprezentacji Nowej Zelandii Yvette Williams.
Pięciokrotnie była mistrzynią Nowej Zelandii w rzucie oszczepem w latach 1948/1949, 1950/1951, 1951/1952, 1952/1953 i 1953/1954.
Cleone Rivett-Carnac była również reprezentantką Nowej Zelandii w hokeju, koszykówce i netballu.
Jej pradziadek Charles Rivett-Carnac był mistrzem olimpijskim w żeglarstwie na igrzyskach w 1908 w Londynie. Zdobył ten tytuł jako Brytyjczyk.